# デヴィッド・キュービット
デヴィッド・キュービット（David Cubitt、1965年3月18日 - ）は、イギリス出身の俳優である。

## 出演作品

### テレビ
- ミディアム 霊能者アリソン・デュボア（リー・スキャンロン刑事）
- ベイツ・モーテル (サム・ベイツ)
- ヴァージンリバー Virgin River (2019-)

### 映画
- スノウマゲドン
- 沈黙の絆
- 合衆国壊滅 /再襲来!M（マグニチュード）10.5（ジョーダン・フィッシャー博士）
- バニシング・シューター
- 25年目のハッピー・クリスマス
- ALI アリ
- 私がこわされるとき
- 生きてこそ（フィト）
- K2/ハロルドとテイラー